# 陳衮
陳袞（15世紀—16世紀），字廷章，號蘭坡，江西建昌府新城縣人，明朝政治人物。

## 生平
陳袞是成化二十二年（1486年）丁酉科江西鄉試舉人，弘治十五年（1502年）授天台知縣，為政廉介，以省費息民為務，荒年賑濟有方，當地習俗生女總不舉薦，他為女子約定婚嫁，懲罰違反者，上集推薦其才能，十八年（1505年）改任青田知縣，因母親去世回鄉。服闋後起用為定海知縣治行更有名聲；擢儋州知州，遷建儒學、創立官鋪、建東坡祠教化民眾，地方有守邊士兵賣去妻子償還公廩，他拿出俸祿代贖，儋州人民都感激他；陞汀州同知，更加方正自持、不屈服權貴，府內有婦人被控告毆打婆婆，審訊後得知婆婆私通，因此釋放婦人，上級考核後評語：「立政每祛今弊，存心不異古人。」因父親逝世回鄉，不久去世，積存俸祿僅足夠治喪，他平生以禮待人，病重時還對他人說：「我手中書一死字，已經覺得驚奇。」死後入祀天台名宦祠。

## 引用
1. 1 2  同治《江西新城縣志·卷十·人物志》：陳袞，字廷章，號蘭坡，成化中鄉舉，任天台知縣廉約自持，務省費息民，歲饑緩賦賑卹有方，俗生女輒不舉，為約婚嫁之禮，懲其不舉者，當道薦其才調青田，未幾丁母憂，起命定海治行益著；擢知儋州，儋在海外俗故鄙，袞以禮教為治，新文廟、立社學、建東坡祠以風之，有戍卒鬻婦償公廩，袞以俸代贖之，儋民感格。擢汀州同知，郡有訴婦毆姑，當大逆來訊，治得姑姦狀釋其婦，當道署其考曰：「立政每祛今弊，存心不異古人。」以父憂歸卒，檢其俸積僅足治殮而已，平生以禮自持，居喪哀毀，病且亟對人曰：「吾手中書一死字已灑然矣。」子楠，質穎慧少喜為詩，詞致清麗，諸名公卿賞異之，廪於邑庠卒。 隆慶志
2. ↑  同治《江西新城縣志·卷八·選舉志》：鄉舉……明……成化二十二年丙午科 陳袞 汀州府同知，有傳
3. ↑  康熙《天台縣志·卷三·秩官志》：陳袞 字廷章，新城人，弘治間令台，廉介有守，撫字惟勤，自以勸農桑勵風俗為事，十八年調青田縣，陞汀州同知，祀名宦。
4. ↑  康熙《儋州志·卷一》： 明 知州……陳袞 新城人，正德六年任，廉靜寡欲，敏達有為，遷儒學、創官鋪，始終如一。
5. ↑  同治《汀州府志·卷二十·名宦》：陳袞 新城人，舉人，正德間擢汀郡丞，方正自持、不屈權貴。